# Slaget vid Trasimenska sjön
Slaget vid Trasimenska sjön var ett stort slag som utkämpades sydväst om staden Tuoro sul Trasimeno den 21 juni 217 f.Kr. under andra puniska kriget, där kartagerna under Hannibal besegrade romarna under konsuln Gaius Flaminius. Striden är en av de största och mest framgångsrika bakhållen i historien.
I Tuoro Sul Trasimeno finns idag ett Hannibalmuseum där man kan se en rekonstruktion av slaget.
Hannibal befann sig veckn innan slaget på Poslätten på andra sidan Appeninerna. Rom hade skickat ut två arméer under Flaminius och Servilius som blockerade passen över Appeninerna. Hannibal gick dock över Appeninerna på en oväntad plats nordväst om Flaminius position och spenderade fyra dagar i att vandra i träskmark som tog hårt på hans soldater. Hannibal själv fick även en ögoninfektion som till slut gjorde honom blind på ena ögat. Efter att han kringgått romarnas försvar av bergspassen, skickade han ut soldater som plundrade den romerska landbygden. Flaminius började följa efter Hannibals armé då han trodde att den var på väg mot Rom.
Vid Trasimenosjön gick större delen av Hannibals trupper tillbaka på kullarna, sannolikt väster om dagens Tuoro. Dalen nedanför kullarna var perfekt för ett bakhåll. 
När de romerska soldaterna marcherade mot Hannibals läger på morgonen låg dimman tät. I dalen nedanför Tuoro attackerade Hannibals numidiska kavalleri mitten av den romerska kolonnen. Galliska krigare attackerade kolonnens bakre delar och spärrade av flyktvägen. Flyktvägen framåt blockerades av Iberiska soldater.

## Slaget

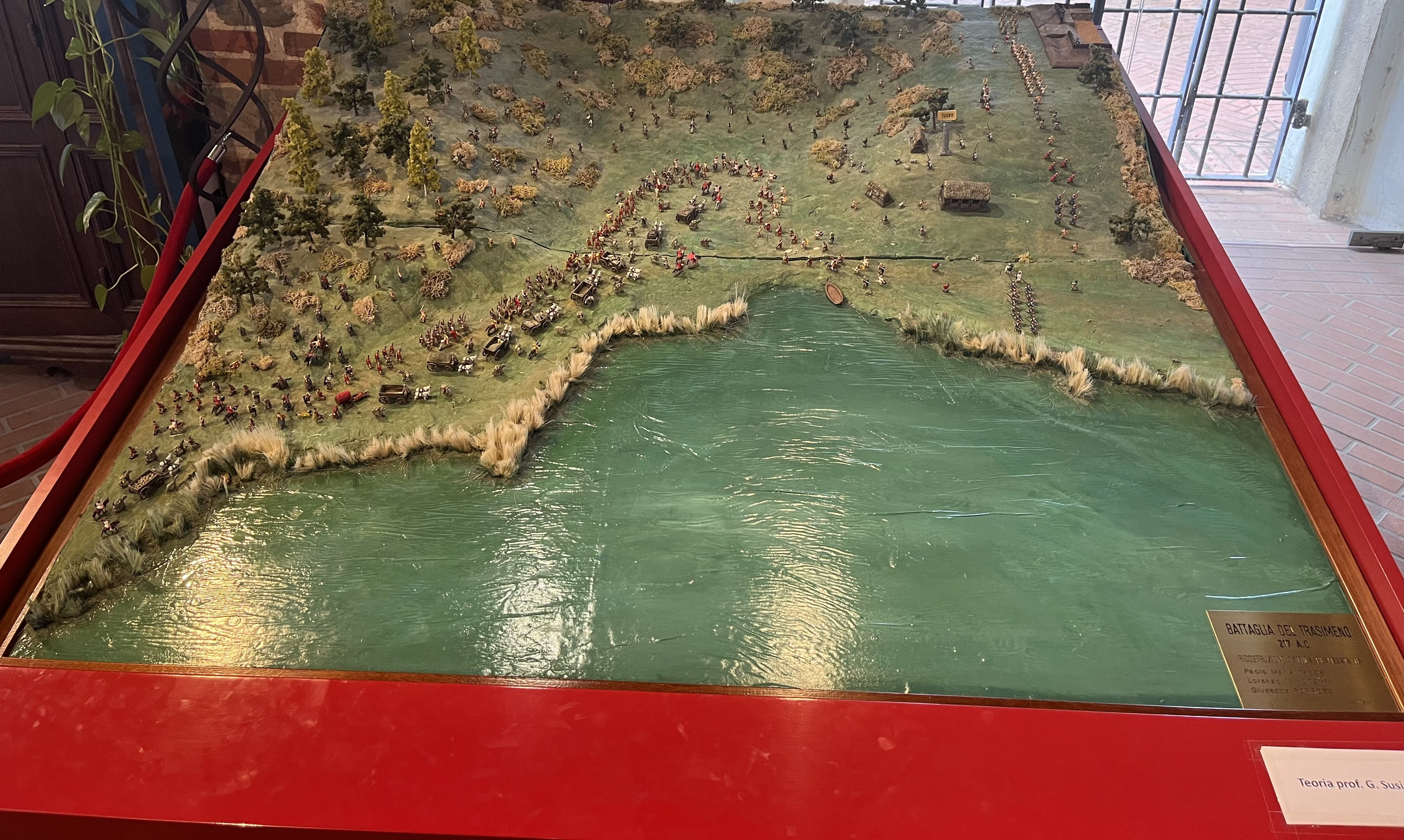
Model of the Battle of Lake Trasimene 217 BC.

Efter att ha segrat vid Ticinus och Trebia samt fått förstärkningar av Gallien så fortsatte Hannibal Barkas söderut mot Rom. Vid Trasimenska sjön, där en romersk armé under Gaius Flaminius passerade för att slå sig ihop med Servilius, lade Hannibal ut en fälla. Flaminius armé såg några karthagiska regementen ett stycke bort vid stranden och marscherade mot dem. Bredvid stranden låg en skog där Hannibals män väntade. När hela den romerska hären kommit tillräckligt nära slog karthagerna till. Iberiska (spanska) krigare sprang ut ur skogen och spärrade flyktvägen bakåt samtidigt som de numidiska (algeriska) och galliska ryttarna red ut ur dunklet och in i romarnas avlånga sida. De romerska soldaterna blev fullständigt överraskade och tiotusentals fick sätta livet till inom loppet av minuter. Ytterligare tusentals flydde ut i vattnet och drunknade. Hannibals odds var knappast dåliga, men resultatet blev utmärkt. Servilius drog sig iväg då han hörde om nederlaget och inget stod nu mellan Hannibal och Rom.